# Shibi Shuiku (reservoar i Kina, Zhejiang)
Shibi Shuiku (kinesiska: 石壁水库) är en reservoar i Kina. Den ligger i provinsen Zhejiang, i den östra delen av landet, omkring 88 kilometer söder om provinshuvudstaden Hangzhou. Shibi Shuiku ligger 92 meter över havet. Arean är 2,3 kvadratkilometer. I omgivningarna runt Shibi Shuiku växer i huvudsak blandskog. Den sträcker sig 4,3 kilometer i nord-sydlig riktning, och 2,6 kilometer i öst-västlig riktning.
Genomsnittlig årsnederbörd är 2 143 millimeter. Den regnigaste månaden är juni, med i genomsnitt 396 mm nederbörd, och den torraste är januari, med 70 mm nederbörd.